# Malu
Pour l’article homonyme, voir Malu (Giurgiu).

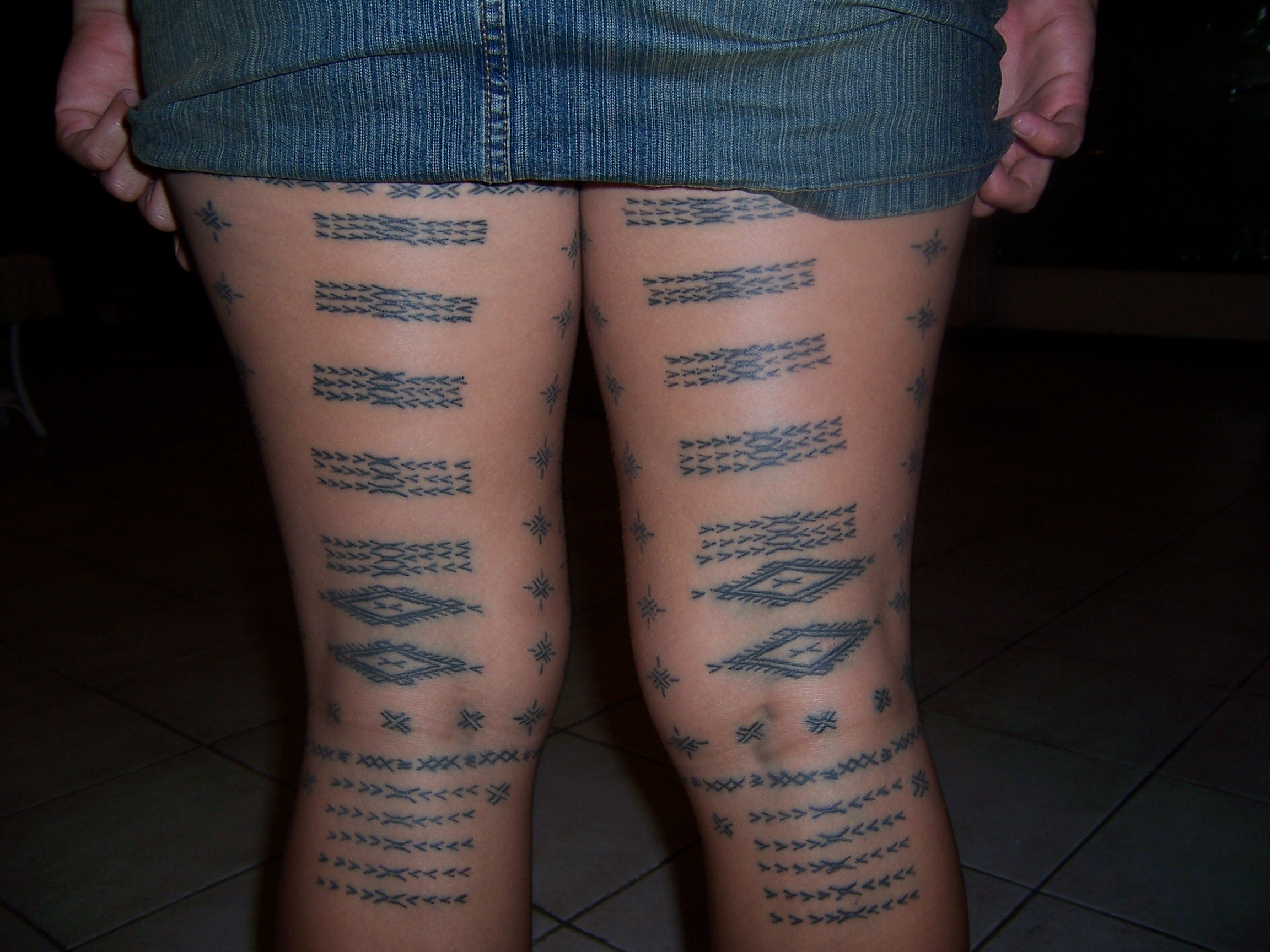
Malu.

Le Malu est le tatouage féminin traditionnel des Samoa. Il est réalisé sur les jambes.